# Vigile (pape)
Vigile, né à Rome à la fin du Ve siècle, est pape du 29 mars 537 jusqu'à sa mort le 7 juin 555. Son pontificat est relativement bien documenté, mais la plupart des sources à son sujet se concentrent sur la querelle dite des Trois Chapitres, et lui sont hostiles.
Diacre romain, il est désigné par le pape Boniface II comme son successeur en 530, mais la nomination est contestée par le clergé de Rome et finalement annulée. Il a un début de pontificat paisible, jusqu'à ce que l'empereur byzantin Justinien Ier condamne en 544 les « Trois Chapitres », collection de textes de tendance nestorienne. Pour convaincre le pape de prendre parti, Justinien le fait emmener de force à Constantinople. Sous la pression, Vigile appuie la condamnation impériale, ce qui déclenche aussitôt l'ire des Églises non-orientales. Autorisé à rentrer à Rome après neuf ans de séjour forcé à Constantinople, il meurt en chemin. Il est le seul pape du VIe siècle à n'être pas enterré dans la basilique Saint-Pierre.

## Biographie

### Famille
Vigile naît dans une famille aristocratique romaine ; son père Jean fut préfet du prétoire d'Italie entre 512 et 527 ; son grand-père paternel était un ami d'Ennode de Pavie ; son grand-père maternel est Anicius Olybrius, préfet du prétoire d'Italie en 503. Son frère Reparatus fut préfet de Rome en 527 puis préfet du prétoire d'Italie en 538. Possédant la maison de Caecina Decius Faustus Albinus, consul en 493, il en est peut être le descendant.

### Diacre
On sait qu'il est diacre en 530, quand le pape Boniface II le désigne pour lui succéder au cours d'un synode tenu dans la basilique Saint-Pierre. Si cette nomination est approuvée par le clergé présent au synode, le reste des clercs romains désapprouve ce geste. Peut-être sous la pression du jeune roi ostrogoth Athalaric, Boniface II doit convoquer un second synode, cette fois en présence du Sénat romain, et jeter dans le feu l'acte de nomination de Vigile. On ignore comment ce dernier réagit à ce revirement.
Boniface II a finalement pour successeur Jean II, suivi par Agapet Ier. On ignore la part prise par Vigile dans ces deux élections. Selon le Liber Pontificalis, Vigile est apocrisiaire (légat permanent) à Constantinople lors du voyage d'Agapet dans cette ville, mais l'affirmation a paru suspecte, car on ignore si le poste existait à l'époque, et le même texte décrit Vigile comme archidiacre dans un autre passage. Vigile est également présent lors du concile qui se tient à Constantinople au printemps 536 pour confirmer la déposition du patriarche Anthime, accusé de monophysisme, au profit de Mennas, mais ne prend pas part aux travaux conciliaires. Il est alors décrit comme un proche de l'impératrice Théodora.
Agapet meurt le 23 avril 536. Silvère est élu pape sur l'insistance du roi ostrogoth Théodat. Dans l'intervalle, Vigile a rejoint le général byzantin Bélisaire. Celui-ci conquiert Rome en décembre 536 et, en mars 537, accuse Silvère de trahison, le dépose et l'envoie en exil. Selon le Liber Pontificalis et Liberatus de Carthage, Silvère est victime d'un complot ourdi par Vigile, qui aurait fabriqué de toutes pièces des lettres compromettantes. Il est toutefois probable que Silvère ait représenté un risque politique réel pour les Byzantins. Vigile devient alors pape.

### Pape
Le siège de Rome par le roi ostrogoth Vitigès permet au nouveau pape de rester relativement discret vis-à-vis de Constantinople, au point que l'empereur Justinien se plaint de son silence en 540. Ce n'est qu'à ce moment que Vigile lui envoie la profession de foi traditionnellement adressée à l'empereur par les nouveaux évêques de Rome depuis le Ve siècle.
Durant ces premières années, Vigile définit l'organisation des Églises de Gaule et travaille à renforcer leurs liens avec Rome. Il est interrogé par le roi franc Thibert Ier qui vient d'épouser la veuve de son frère ; dans sa réponse à Césaire d'Arles il préconise une longue pénitence et une séparation du couple. En 543, il félicite Auxanius pour son élection à l'archevêché d'Arles en succession de Césaire et lui enjoint de se montrer loyal à la fois au roi franc et à l'empereur byzantin ; il lui enverra le pallium en 545. En 538, il a aussi rétabli le vicariat espagnol confié à Profuturus de Braga et conseille ce dernier en matière doctrinale et liturgique.

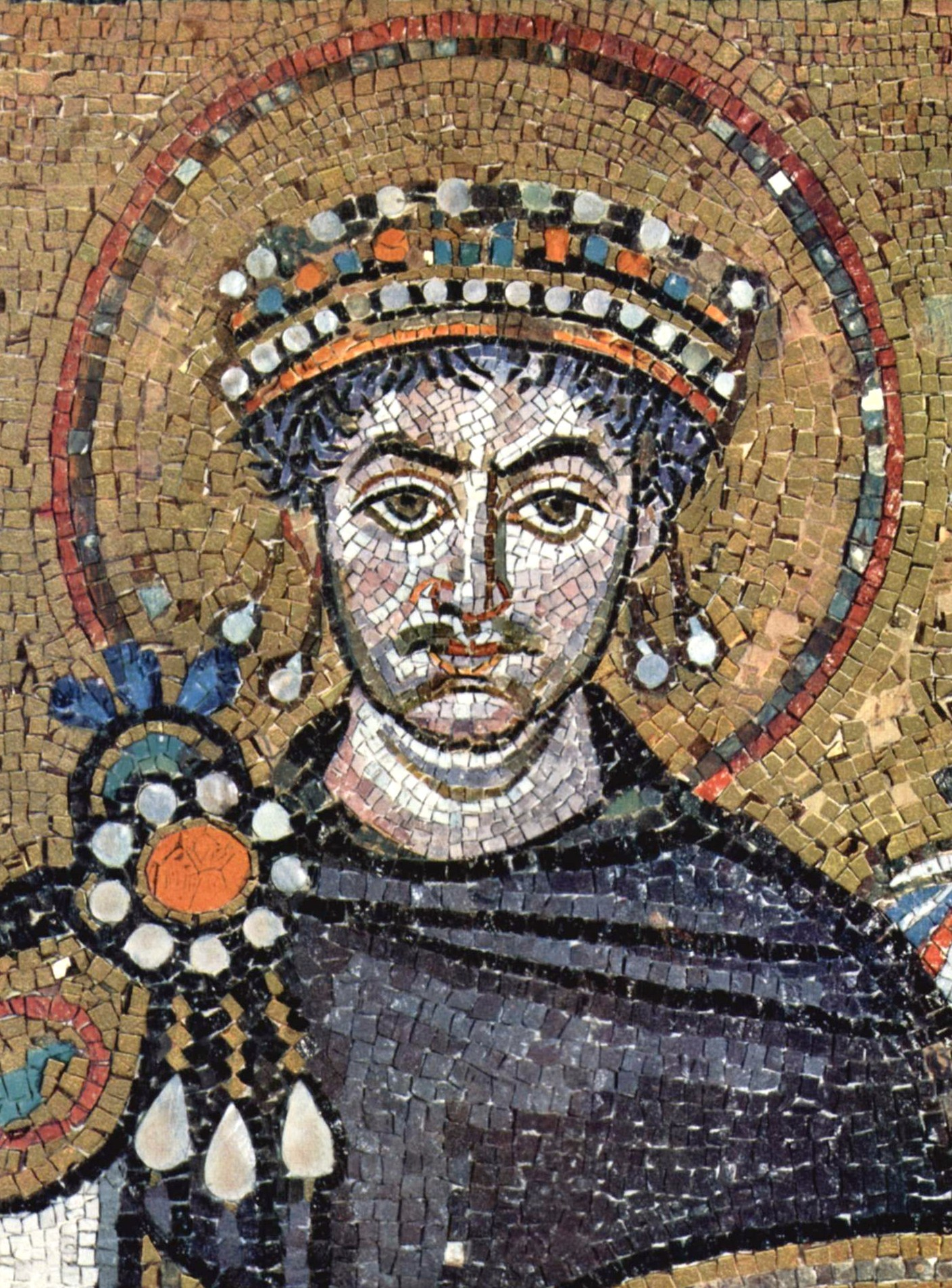
L'empereur byzantin Justinien Ier, basilique Saint-Vital de Ravenne

À la fin de l'année 544, Justinien condamne les « Trois Chapitres », collection d’écrits de tendance nestorienne rassemblant les écrits de Théodore de Mopsueste, ceux de Théodoret de Cyr contre Cyrille d'Alexandrie et la lettre à Maris attribuée à Ibas d'Édesse. Or Théodore de Mopsueste était mort en communion avec l'Église et les deux autres, déposés par le deuxième concile d'Éphèse, avaient été réhabilités par le concile de Chalcédoine. La décision de Justinien est donc considérée comme une attaque indirecte contre le concile. Les évêques d'Orient ne signent l'édit que sous réserve de l'accord de Vigile, tandis que les évêques d'Occident et d'Afrique ne cachent pas leur opposition. Le 22 novembre 545, Justinien fait enlever Vigile alors qu'il célèbre la messe en l'église Sainte-Cécile-du-Trastevere. Le pape fait néanmoins une longue halte en Sicile, d'où il dépêche deux clercs pour administrer Rome à sa place — l'un sera massacré par les Goths et l'autre aura les mains coupées. Vigile reprend son trajet à l'automne 546 ; les contacts qu'il a en chemin lui confirment l'opposition des évêques à l'édit de Justinien. Il parvient à Constantinople en janvier 547.
Reçu avec faste par Justinien, Vigile confirme néanmoins l'excommunication prononcée par son apocrisiaire Stephanus contre le patriarche de Constantinople Mennas, qui a approuvé l'édit impérial. Justinien lui fait remettre la traduction de deux lettres de Constantin justifiant l'intervention impériale en matière de foi. Vigile se serait engagé dans des courriers au couple impérial à faire condamner les Trois Chapitres, mais leur authenticité est contestée dès l'époque. En 548, Vigile consulte les évêques présents à Constantinople, ce qui aboutit le 11 avril à un judicatum exprimant son respect pour le concile de Chalcédoine, mais condamnant les Trois Chapitres. Ce texte suscite la grogne des Latins, au point qu'un concile d'évêques africains présidé par Reparat de Carthage excommunie Vigile. En retour, Vigile excommunie plusieurs clercs l'accusant d'hétérodoxie. En août, il retire son judicatum à la condition que Justinien cesse d'intervenir en matière religieuse, mais un nouvel édit de juillet 551 réitère la condamnation impériale contre les Trois Chapitres. Le 4 juillet, Vigile excommunie oralement tous ceux qui adhèrent le texte, en se gardant cependant de nommer l'empereur, puis se réfugie dans une église. La troupe intervient pour l'en faire sortir et veut l'arracher à l'autel auquel il s'est agrippé, mais la foule intervient pour le protéger. Justinien recourt alors à la diplomatie et le persuade de regagner sa résidence, mais le 23 décembre, Vigile s'enfuit de nouveau, cette fois en sautant par la fenêtre, et se réfugie dans une église à Chalcédoine. Il rejette les offres d'une légation comprenant Bélisaire, et fait afficher le texte de son excommunication de juillet. Au printemps, Vigile obtient un texte condamnant les violences exercées contre lui et rentre à Constantinople.
Eutychius de Constantinople, successeur de Mennas, propose alors un concile. Vigile accepte : ce sera le deuxième concile de Constantinople[réf. nécessaire]. Justinien s'engage à laisser vingt jours de délais à Vigile pour se prononcer sur la base des documents préparatoires, mais le concile démarre avant l'expiration de la période. Vigile refuse alors de siéger. Il produit néanmoins un constitutum condamnant les thèses exprimées dans les Trois Chapitres, mais se refusant à attaquer leurs auteurs. La session suivante du concile ne tient pas compte du texte. Interrogé, l'empereur répond à l'apocrisiaire Stephanus qu'il n'a pas demandé au pape son avis. Quand Vigile insiste, Justinien récuse le texte et fait destituer le pape par le concile, alors que l'entourage pontifical est exilé ou emprisonné. Après six mois, Vigile cède et condamne les Trois Chapitres. Il publie également au début de l'année 554 un judicatum reprenant plus ou moins l'édit de 551 de Justinien. Réconcilié avec Justinien, Vigile obtient de lui un ensemble de lois pour régir l'Italie, la Pragmatique Sanction.
Au printemps de 555, après un long séjour de huit ans à Constantinople, Vigile est autorisé à retourner à Rome. Il meurt le 7 juin 555 en chemin, à Syracuse. Son corps est transporté à Rome et enterré dans la basilique de Sylvestre sur la via Salaria. Seul pape du VIe siècle à ne pas être inhumé dans la basilique Saint-Pierre, Vigile a sans doute subi les foudres posthumes de son successeur Pélage Ier.

## Sources
- Claire Sotinel, « Autorité pontificale et pouvoir impérial sous le règne de Justinien : le pape Vigile », École française de Rome, vol. 104, no 1,‎ 1992, p. 439-463 (ISSN 0223-5102, DOI 10.3406/mefr.1992.1762).
- Claire Sotinel, « Vigile », dans Philippe Levillain (s. dir.), Dictionnaire historique de la papauté, Paris, Fayard, 2003 (1re édition 1994) (ISBN 2-213-618577), p. 1724-1726.